# Aleksandr Michalczenko
Aleksandr Iwanowicz Michalczenko (ros. Александр Иванович Михальченко, ur. 15 kwietnia 1935 we wsi Abramiwka w obwodzie kijowskim) – radziecki polityk ukraińskiego pochodzenia, minister montażowych i specjalnych prac budowlanych ZSRR (1989–1991), minister budownictwa specjalnego i prac montażowych ZSRR (1991).
W 1958 ukończył Lwowski Instytut Politechniczny i został majstrem w truście metalurgiczno-montażowym Ministerstwa Budownictwa Rosyjskiej FSRR, od 1965 w KPZR, w latach 1968–1973 zarządca trustu montażowego. W latach 1984–1989 zastępca i I zastępca ministra, a od 17 lipca 1989 do 1 kwietnia 1991 minister montażowych i specjalnych prac budowlanych ZSRR. Od 1 kwietnia do 26 listopada 1991 minister budownictwa specjalnego i prac montażowych ZSRR.

## Odznaczenia i nagrody
- Order „Za zasługi dla Ojczyzny” IV klasy (Rosja)
- Order Przyjaźni
- Order Czerwonego Sztandaru Pracy (dwukrotnie)
- Order „Znak Honoru” (dwukrotnie)
- Nagroda Państwowa ZSRR